# NGC 2302
NGC 2302 (również NGC 2299 lub OCL 554) – gromada otwarta znajdująca się w gwiazdozbiorze Jednorożca. Odkrył ją William Herschel 4 marca 1785 roku. Prawdopodobnie ten sam obiekt zaobserwował John Herschel 19 stycznia 1828 roku, a jego obserwacja została później skatalogowana jako NGC 2299. Gromada ta jest położona w odległości ok. 4,9 tys. lat świetlnych od Słońca.